# Christoph Meiners
Christoph Meiners (Warstade, 31 de julho de 1747 – Gotinga, 1 de maio de 1810) foi um filósofo e naturalista alemão que se especializou em antropologia.
Racista, declarava-se francamente poligenista. Autor de Esquisse d’une histoire de l’humanité (1793), classifica os homens em dois grandes grupos: os bonitos (de cor clara) e os feios (aqueles de cor escura).

## Biografia
Meiners nasceu em Warstade, agora parte de Hemmoor, próximo a Otterndorf. Ele começou em um ginásio em Bremen em 1763, e foi aluno na Universidade de Gotinga de 1767 a 1770. Em 1772, tornou-se professor extraordinário, e em 1772 professor catedrático de Weltweisheit da Universidade de Gotinga. De 1788 a 1791, foi coeditor do jornal anti-Kant Philosophische Bibliothek. Ele escrevia sobre história comparada e história cultural. Ele é conhecido principalmente por sua atitude crítica a Immanuel Kant, Mary Wollstonecraft e o conceito do Iluminismo.
Meiners faleceu em 1810 em Gotinga. Mais tarde, tornou-se o ancestral intelectual favorito dos nazistas.

## Obras
- Versuch über die Religionsgeschichte der ältesten Völker, besonders der Egyptier, Göttingen (1775)
- Geschichte des Ursprungs, Fortgangs und Verfalls der Wissenschaften in Griechenland und Rom (1781) 2 volumes
- Geschichte des Luxus der Athenienser von den ältesten Zeiten an bis auf den Tod Philipps von Makedonien (1782)
- Grundriß der Geschichte der Menschheit (1785)
- Beschreibung Alter Denkmäler in Allen Theilen Der Erde (1786)
- Grundriß der Theorie und Geschichte der schönen Wissenschafften (1787)
- Ueber den thierischen Magnetismus (1788)
- Ueber die Natur der afrikanischen Neger (und die davon abhängige Befreyung, oder Einschränkung der Schwarzen) (1790)
- Aus Briefen über die Schweiz. Reisen im Sommer 1782 und 1788 (1791)
- Leben Ulrichs von Hutten (1797)
- Lebensbeschreibungen berühmter Männer aus den Zeiten der Wiederherstellung der Wissenschaften (1797) 3 volumes
- Beschreibung einer Reise nach Stuttgart und Strasburg im Herbste 1801 (1803)
- Allgemeine und kritische Geschichte der Religionen, Vol. I e II., Hannover (1806 e 1807)
- Untersuchungen über die Verschiedenheiten der Menschennaturen (1813 ?) 4 volumes